# Верхня межа лісу

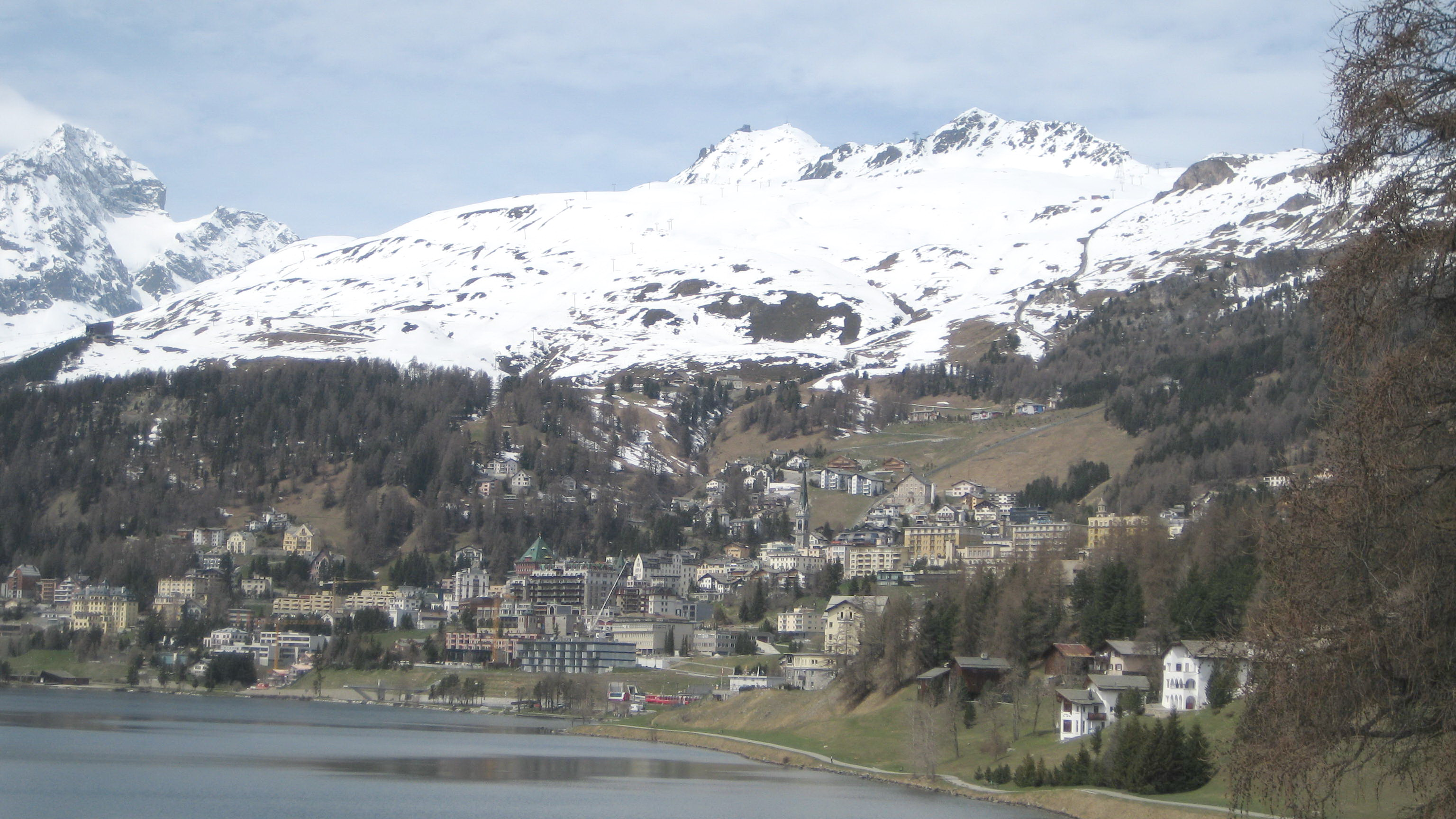
Лінія лісу на горі Сент-Моріц, Швейцарія. Травень 2009 року.

Верхня межа лісу — елемент висотної зональності рослинності, верхня межа природного поширення дерев у горах. Вище цієї лінії дерева не здатні або майже не здатні до росту, межа між лісовою та безлісою екосистемами. Вище за цю лінію несприятливі умови, такі як низькі температури повітря і сильні вітри взимку, тривала мерзлота ґрунту, тривалий сніговий покрив, лавинний режим та інші фактори не дозволяють деревам рости; подібно як на субарктичних територіях, тут більше поширені угруповання сланких чагарників, а ще вище — безлісі субальпійські і альпійські луки. На верхній межі лісу ріст дерев досить повільний, останні дерева нагадують невисокі щільні кущі. В наш час природні межі лісу значним чином змінені ще й господарською діяльністю людини, що загрозливо впливає на природні функції рослинності.
| Земля | Це незавершена стаття з географії. Ви можете допомогти проєкту, виправивши або дописавши її. |